# Yukio Ota

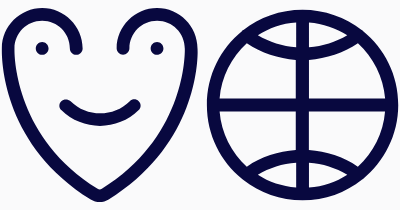
Symbole für LoCos: ein freudiges Gesicht und eine stilisierte Erdkugel

ISO 7010 E001

Yukio Ota (japanisch 太田 幸夫 Ota Yukio; geb. 1939) ist ein japanischer Grafikdesigner, der vor allem für seine Arbeit an der ISO-Norm für Notausgangsschilder und der Bildersprache LoCoS bekannt ist.

## Leben
Ota wurde 1939 geboren. Er schloss 1962 sein Studium an der Tama Art University ab. Ab 1964 entwickelte er die Bildsprache LoCoS, bevor er 1967 eine Stelle an der Tokyo Zokei University antrat. 1979 entwarf er für einen Wettbewerb einer japanischen Brandschutzvereinigung das Ausgangsschild laufender Mann, das schließlich 1985 oder 1987 als Teil der Norm ISO 7010 übernommen wurde. Ab 1985 arbeitete er an der Tama Art University, wo er Professor wurde. Seit 2020 ist er Direktor der Japan Society for Science of Signs.
- 1958 – Abschluss der Aichi Prefectural Kariya High School
- 1962 – Abschluss an der Tama Art University, Fakultät für Bildende Künste, Fachbereich Design (Grafik)
- 1966 – Abschluss an der Tama Art University Graduate School, Abschluss an der Accademia di Belle Arti di Venezia, Fachbereich Grafikdesign
- 1965–1962 Redakteur bei Graphic Design Co.
- 1967–1968 Assistent an der Fakultät für Bildende Kunst der Tokyo Zokei University
- 1968–1970 Dozent an der Fakultät für Bildende Kunst (Visuelles Design) der Tokyo Zokei University
- 1970–1972 Assistenzprofessor an der Fakultät für Bildende Kunst (Visuelles Design) der Tokyo Zokei University
- 1972–1975 Pictorial Research Institute, leitender Forscher
- 1973 Universität München, Deutschland (Fachbereich Visuelles Design), Forscher
- 1978–1979 East-West Center Fellow, National Institute for the Humanities, USA
- 1985–1993 Tama Art University, Fakultät für Bildende Künste, Fachbereich Grafikdesign, Lehrbeauftragter
- 1993–1999 Tama Art University, Fakultät für Bildende Künste, Fachbereich Design, Professor
- 1999 Tama Art University, Fakultät für Bildende Künste, Fachbereich Design, Professor